# 부테아 수페르바
부테아 수페르바는 콩과의 식물이다. 부테아 수페르바는 덩굴나무로 자라며 높이는 최대 12m이다. 깃털이 달린 잎은 길이가 12~30cm이고 너비는 10~27cm이다.